# Fætteren fra Australien
Fætteren fra Australien (originaltitel The Coming of Amos) er en amerikansk stumfilm fra 1925 instrueret af Paul Sloane.

## Medvirkende
- Rod La Rocque som Amos Burden
- Jetta Goudal som Nadia Ramiroff
- Noah Beery som Ramon Garcia
- Richard Carle som David Fontenay
- Arthur Hoyt som Bendyke Hamilton
- Trixie Friganza som Dowager Duchess of Parth
- Clarence Burton som Pedro Valdez
- Ruby Lafayette